# Jonathan Tropper

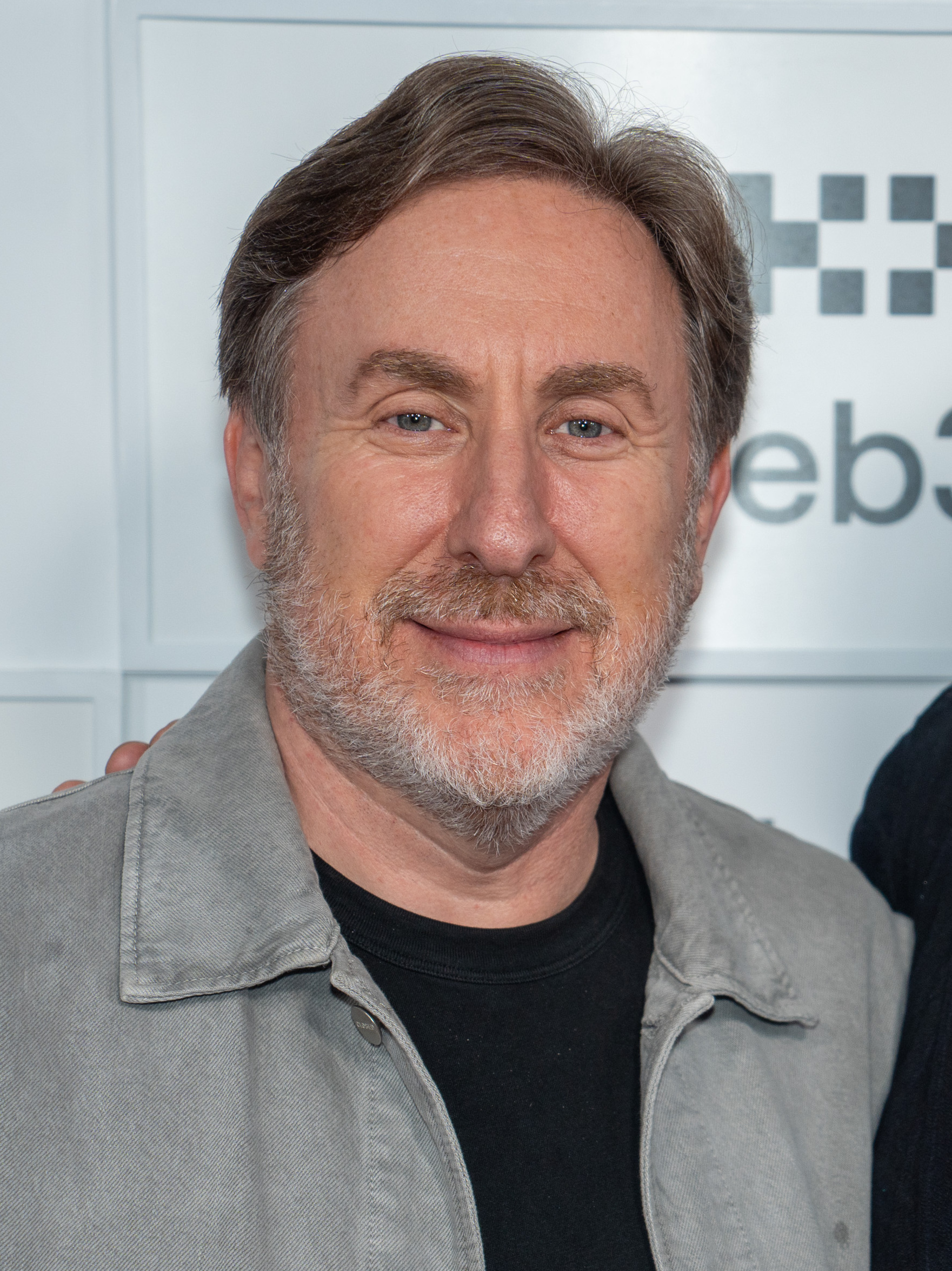
Jonathan Tropper (2025)

Jonathan Tropper (* 19. Februar 1970 in New York City) ist ein US-amerikanischer Schriftsteller und Drehbuchautor.

## Leben
Tropper studierte an der New York University Literatur und Literarisches Schreiben. Heute lebt er mit seiner Frau und seinen drei Kindern in Westchester im US-Bundesstaat New York. Er arbeitet hauptberuflich als Schriftsteller und gibt Schreibseminare an der Universität. Er hat bisher sechs Romane veröffentlicht, die alle ins Deutsche übersetzt wurden. 2014 adaptierte er für den Film Sieben verdammt lange Tage seinen gleichnamigen Roman von 2009.
Zusammen mit David Schickler ist er einer der Schöpfer der Cinemax-Actionserie Banshee – Small Town. Big Secrets. Für die seit Januar 2013 ausgestrahlte Serie schrieb er Drehbücher und fungierte als Executive Producer. Im Anschluss war er für verschiedene Serien und Filme als Autor tätig, so schuf er die Serie Warrior.

## Werke
- Plan B, 2000; dt.: Zeit für Plan B. Bastei Lübbe, Bergisch Gladbach 2001; Knaur, München 2010, ISBN 978-3-426-50694-3
- The Book of Joe, 2004; dt.: Der Stadtfeind Nr. 1. Bastei Lübbe, Bergisch Gladbach 2005, ISBN 3-404-15267-0
- Everything Changes, 2005; dt.: Enthüllt. Bastei Lübbe, Bergisch Gladbach 2006, ISBN 3-404-15528-9
- How To Talk To A Widower, 2007; dt.: Mein fast perfektes Leben. Knaur, München 2007; ebd. 2008, ISBN 978-3-426-63742-5
- This Is Where I Leave You, 2009; dt.: Sieben verdammt lange Tage. Knaur, München 2010, ISBN 978-3-426-66273-1
- One Last Thing Before I Go, 2012; dt.: Der Sound meines Lebens. Droemer/Knaur, München 2014, ISBN 978-3-426-28120-8

## Verfilmungen
- This Is Where I Leave You, 2014; dt.: Sieben verdammt lange Tage, Regie Shawn Levy, mit Jason Bateman, Tina Fey, Adam Driver und Jane Fonda.

## Filmografie (Auswahl)
Als Drehbuchautor
- 2013–2016: Banshee – Small Town. Big Secrets. (Banshee, Fernsehserie, Schöpfer, Drehbuch von 15 Episoden)
- 2014: Sieben verdammt lange Tage (This Is Where I Leave You)
- 2016: Vinyl (Fernsehserie, Episode 1x03)
- 2017: Kodachrome
- 2019–2022: See – Reich der Blinden (See, Fernsehserie, 7 Episoden)
- 2019–2023: Warrior (Fernsehserie, Schöpfer, Drehbuch von 9 Episoden)
- 2022: The Adam Project

Als Produzent
- 2017: Kodachrome
- 2018: Unersetzlich (Irreplaceable You)